# Even tot hier
Even tot hier (deutsch etwa: nur bis hierher (und nicht weiter)) ist eine satirische Nachrichtensendung im niederländischen Fernsehen. Als Moderatoren fungiert das Komikerduo Van der Laan & Woe, mit Musik und Worteinwurf begleitet durch den musikalischen Leiter Miguel Wiels. Der produzierende Sender ist BNNVARA.

## Inhalt
In jeder Folge werden die Tagesnachrichten satirisch aufs Korn genommen, verbunden mit Quizfragen ans Livepublikum, musikalisch begleiteten Parodien und Sketchen. Im Hintergrund sieht man auf einem Monitor abzuarbeitende, gelbe Klebezettel (Deonym „Post It“) eingeblendet.
Niels van der Laan und Jeroen Woe gestalteten anfänglich zusammen mit ihrem begleitenden Ensemble aus den wichtigsten Ereignissen der Woche eine Art Musical. Später wurde der musikalische Anteil reduziert. Im Verlauf der linksgerichteten Satiresendung sprechen Van der Laan und Woe verschiedene aktuelle Ereignisse an, auch analog der Klebezettel. Während sie sprechen, werden sie in jeder Sendung plötzlich von Wiels unterbrochen, der eine Ähnlichkeit eines Satzes mit einem Song in Verbindung bringt: „Jongens, Jongens, das ist doch das ’Liedje’, oder?“. Dann tritt mit großer Ankündigung ein bekannter niederländischer Künstler oder Band auf, der/die dieses Lied spielt; eine für das jeweilige Thema umgeschriebene Version eines eigenen, mitunter sehr alten, Erfolgsschlagers. Zudem bringen die Moderatoren selbst in jeder Folge ein einminütiges, einfach intoniertes, Musikstück über ein aktuelles Thema, den sie selbst als „heel simpel liedje over een best wel ingewikkeld onderwerp“ („sehr einfaches Lied über ein ziemlich kompliziertes Thema“) bezeichnen. Es gibt in jeder Sendung Gäste aus der Gesellschaft, die von einer aktuellen Entwicklung betroffen sind und (auf Bildschirm zugeschaltet) zu Wort kommen. In den ersten beiden Staffeln waren dies noch Experten, die ein Thema vertieften. Am Ende der Sendung wird vom Team der Sendung für einen oder allen dieser Gäste eine praktische Lösung in die Wege geleitet. Es erscheint für das Publikum spontan, wurde aber zuvor aufgezeichnet und geschnitten. Wortwitze entstehen u. a. durch Bezugnahme auf die Themen der Sendung, auch wenn diese schon viele Minuten vorüber sind, wie auch auf Themen zuvoriger Sendungen. Ein in fast jeder Sendung wiederkehrender Wortwitz umfasst eine von van der Laan geäußerte merkwürdige Redewendung mit fehlerhaften Worten, bei der er darauf besteht, sie sei so richtig. In einer, im späteren Verlauf der Sendung, erfolgten Einblendung eines Prominenteninterviews hört man ebendiesen falschen Satz aus dem Munde der interviewten Person, worauf van der Laan sich in gespielter Bestätigung sonnt.
Zwischendurch werden Fragen mit drei vorgegebenen und farblich codierten Antworten ans Publikum gerichtet, das diese mit einem Knopf auswählen kann, woraufhin jeweils vor den Gästen ein Licht der entsprechenden Farbe aufleuchtet. Diese Fragen betreffen meist politische Themen, wobei die unglaublichste Antwort oft die richtige ist und damit auch eine kabarettistische Spitze beinhaltet.
Am Schluss wird eine Person aus dem Publikum, welche die meisten Fragen richtig beantworten konnte, zum „Allwissenden“ („Alwetende“) ernannt (in den ersten Staffeln auch Deus ex machina genannt), der dann im musikalischen Finale die letzte Frage selbst beantworten darf. In der Corona-Krise der Jahre 2020 und 2021 wurde die Rolle des Allwissenden dahingehend angepasst, dass er auf humorvolle Weise verriet, wie eine abgesagte Veranstaltung (welche in einem Video vorgestellt wurde) dennoch stattfinden könnte. Ein Running Gag aller Sendungen ist, dass die erste Frage an das Publikum zwar von Van der Laan gestellt werden soll, aber doch jedes Mal etwas dazwischen kommt, was für Lacher sorgt. So bleibt es zu seinem „Ärger“ an Woe, diese erste Frage zu stellen. Ab der sechsten Staffel wurden in den Episoden, in denen das physische und das Online-Publikum kombiniert werden, zwei allwissende Personen eingesetzt (eine im Studio und eine zu Hause), woraufhin die im Studio anwesende Person eine Rutsche hinunterfährt, in späteren Staffeln verkleinert auf einen der Klebezettel „gebeamed“ wird. In der achten Staffel durften die verbliebenen Kandidaten Elfmeter schießen, wobei Miguel Wiels als Torwart auftrat. Der belgische Musiker Miguel Wiels dient gelegentlich als Ziel von kleinen Spötteleien der Moderatoren.
Themen der „Liedjes“ und Sketche waren neben vielen anderen Julian Assange, Lockdown, digitales Urheberrecht, Hongkong, Marokko, Elon Musk, Thierry Baudet (hierbei trat ein Trompeter in SS-Uniform auf), Home-Office, Astra Zeneca, Triage, Ongehoord Nederland (rechtsgerichteter Rundfunk), die Abtreibungspille oder, neben den anderen musikalisch-satirischen Betrachtungen von Prominenten, der überraschende Wahlerfolg des rechtsgerichteten Politikers Geert Wilders im Jahr 2023.

## Weiteres
Die ersten zwei Staffeln wurden im Studio 33 in Hilversum aufgenommen. Ab der Staffel 3 werden fast alle Sendungen im Studio 11 (vormals Studio C) in Almere aufgezeichnet. Bis auf wenige Ausnahmen werden die live (mit späterer Ausstrahlung) samstags aufgezeichnet.

## Auszeichnungen
- Even tot hier erhielt im Dezember 2021 den Preis für das „Beste programma dat onterecht nog nooit een prijs heeft gewonnen“ (deutsch: „Die beste Sendung, die zu Unrecht noch nie einen Preis gewonnen hat“) innerhalb des Wettbewerbs „Media Prijzen 2021“ des Algemeen Dagblad (AD).[1]
- Die Sendung empfing im Oktober 2022 den Gouden Televizier-Ring mit ca. 70 Prozent der Stimmen.[2]
- Am 10. Mai 2023 wurde bekannt gegeben, dass Even tot hier die Ere (Ehren) Zilveren Nipkowschijf gewonnen hat.[3] Van der Laan und Woe nahmen den Preis am 15. Juni des gleichen Jahres in Empfang.[4]